# Battaglia di Castlehaven
La battaglia di Castlehaven fu una battaglia navale che ebbe luogo il 6 dicembre 1601 nella baia al largo di Castlehaven nella costa meridionale dell'Irlanda nel corso della guerra dei nove anni tra un convoglio navale spagnolo di sei navi e una flotta inglese al comando dell'ammiraglio Richard Laveson, composta da quattro navi da guerra. Il convoglio spagnolo era protetto da una serie di posizioni fortificate a riva, da un castello con 600 soldati spagnoli e irlandesi. Cinque delle sei navi spagnole, comandate dal generale Pedro de Zubiaur vennero affondate, catturate o guidate fuori dalla battaglia, mentre la flotta inglese non perse alcuna nave.

## Antefatto
Il 23 settembre 1601 una flotta spagnola al comando di don Juan del Águila era giunta nel porto di Kinsale. Zubiaur con sei navi si era separato dalla flotta principale. Zubiar giunse con una forza di 2000 uomini presso Castlehaven il 1 dicembre. In quel tempo, il castello di Castlehaven era di proprietà del clan O'Driscoll che bene accolse gli spagnoli venuti a sostenere la causa dei ribelli irlandesi contro gli inglesi invasori. Il 2 dicembre, il giorno successivo all'arrivo degli spagnoli a Castlehaven, lord Mountjoy venne informato che sette navi spagnole erano entrate nel porto di Castlehaven. Il 4 dicembre, Mountjoy ebbe la conferma ufficiale della storia. Il pericolo posto in essere dall'arrivo degli spagnoli venne realizzato da subito e Mountjoy immediatamente si prodigò per rafforzare le difese degli inglesi. Il comandante delle forze navali inglesi a Kinsale, l'ammiraglio Leveson, ottenne l'ordine di "cercare la flotta spagnola a Castlehaven, prenderla se possibile, oppure distruggerla per quanto possibile." Leveson lasciò quindi il suo viceammiraglio Preston a guardia del porto di Kinsale e prese il resto della flotta con sé, diretto a Castlehaven.

## La battaglia
Leveson portò con sé quattro vascelli: Warspite, Defiance, Swiftsure e Merlin, oltre ad un mercantile e ad una caravella. Il giorno successivo, il vento soffiava verso l'entroterra, fatto che impedì agli inglesi di lasciare l'area. Leveson dopo breve ad ogni modo poté ripartire alla volta di Castlehaven.
Alle 10.00 del mattino successivo, il 6 dicembre, la flotta di Leveson giunse al largo di Castlehaven. Zubiaur ad ogni modo era pronto allo scontro ed aveva dato ordine dal suo arrivo di posizionare otto batterie d'artiglieria lungo l'imbocco del porto. Il capitano Fleming al comando della Merlin (10 cannoni) distrasse il fuoco degli spagnoli per fare strada alla Warspite (518 tonnellate). Da quel momento sino alle 16.00 le due parti si diedero battaglia. L'ammiraglia di Zubiaur, il galeone Maria Francesca venne affondato. Un altro vascello di 200 tonnellate, il Cisno Camello, iniziò poco dopo ad imbarcare acqua e si arenò. La nave rifornimento, secondo Leveson, venne ridotta ad un "colabrodo". Altri due vascelli spagnoli vennero colpiti da due galeoni inglesi, la Defiance e la Warspite. Infine venne abbordato anche il mercantile spagnolo e venne catturato con tutte le provviste che portava a bordo.
Gli spagnoli vennero a questo punto rafforzati dagli irlandesi con degli uomini di fanteria. Le navi di Leveson erano a corto di munizioni per lo scontro a fuoco avuto dalla mattina. Con quasi tutti i vascelli spagnoli fuori gioco (ad eccezione di uno) ed il vento a favore, Leveson decise di ritirare le proprie navi, considerando un successo quanto fatto.

## Conseguenze
La flotta inglese subì danni moderati; Al suo ritorno al porto di origine, la Warpsite venne trovata avere 209 fori di cannone, secondo quanto dichiarato dal responsabile William Farmer.
Leveson aveva ottenuto la sua vittoria neutralizzando il potenziale navale di Zubiaur. Assisterà ancora Mountjoy nel suo assedio di Kinsale, portando gli inglesi ad una nuova vittoria. Alcuni storici hanno notato come l'intervento di Leveson in questo contesto fu del tutto provvidenziale, perché il potenziale di danno degli spagnoli avrebbe certamente fatto divenire l'area una provincia dell'impero spagnolo. La guarnigione spagnola a Castlehaven venne distribuita nell'area di Baltimore (castello di Donneshed) ma ben presto dovette arrendersi dopo che si seppe della sconfitta a Kinsale. Pedro De Zubiaur tornò in Spagna e venne arrestato per le responsabilità accumulate nel corso della guerra, venendo però poi rilasciato.